# Tadeusz Daniszewski

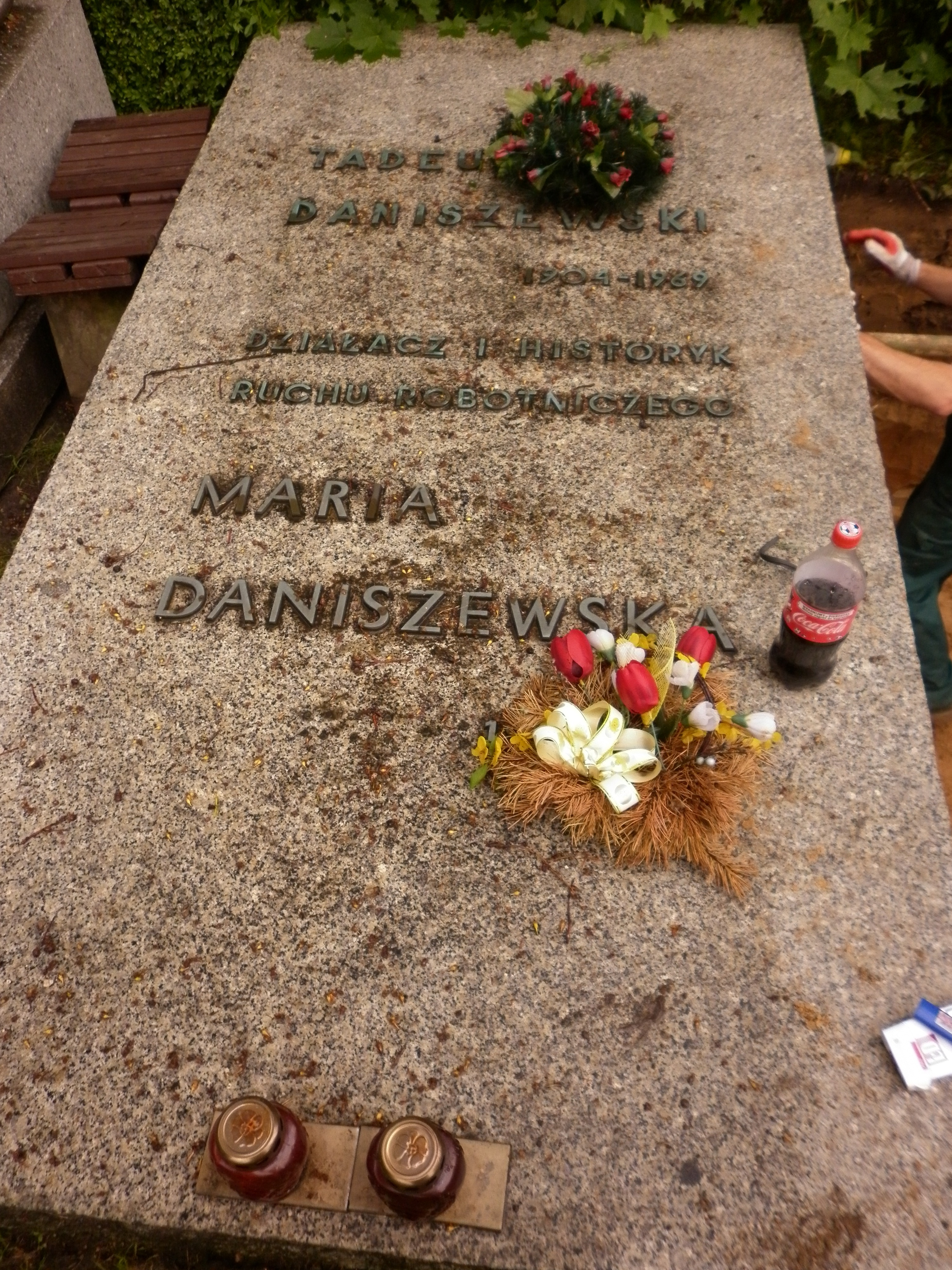
Grób Tadeusza Daniszewskiego na cmentarzu Wojskowym na Powązkach

Tadeusz Daniszewski właśc. Dawid Kirszbraun, ps. „Bolek”, „Lutek”, „Jan”, „Tadek” (ur. 10 czerwca 1904 w Warszawie, zm. 9 sierpnia 1969 tamże) – działacz komunistyczny, wieloletni dyrektor Szkoły Partyjnej KC PPR i PZPR, kierownik Zakładu Historii Partii, przez 20 lat członek Komitetu Centralnego PZPR.

## II RP
Urodził się w żydowskiej rodzinie inteligenckiej jako syn Szai Stanisława i Anny z domu Sterling. Ukończył gimnazjum Zgromadzenia Kupców w Warszawie gdzie rozpoczął działalność społeczno-polityczną. W latach 1918–1919 uczestniczył w organizowaniu pierwszych, luźnych jeszcze kół młodzieży komunistycznej, a następnie (1919–1920) działał w uczniowskich klubach „Samopomoc” i „Samokształcenie” oraz w klubach młodzieży robotniczej na Woli i Powiślu. Od 1921 członek KPRP/KPP. Pod koniec 1928 został sekretarzem Komitetu Okręgowego (KO) KPP w Krakowie. 1929–1930 przebywał w ZSRR, gdzie wykładał w szkole partyjnej i pracował w Komitecie Wykonawczym (KW) Kominternu, a w sierpniu 1930 brał udział w V Zjeździe KPP w Peterhofie. Wielokrotnie aresztowany za działalność komunistyczną. Łącznie w więzieniach spędził 8 lat, w tym 9 miesięcy w Berezie Kartuskiej. Ostatnim wyrokiem w Warszawie z 24 stycznia 1938 skazany został na 12 lat ciężkiego więzienia bez zaliczenia pobytu w Berezie Kartuskiej. Osadzony w więzieniu w Rawiczu, wydostał się stamtąd wraz z innymi więźniami we wrześniu 1939.

## II wojna światowa
W 1939 po odzyskaniu wolności usiłował bezskutecznie włączyć się do obrony kraju, przedostał się do ZSRR. Tam w latach 1940–1941 był redaktorem naczelnym wydawnictw polskich w Wydawnictwie Literatury w Językach Obcych, a następnie do 1942 pracował w Głównym Zarządzie Politycznym Armii Czerwonej. W 1943–1944 objął stanowisko redaktora odpowiedzialnego za Radiostację im. Tadeusza Kościuszki. Był także kierownikiem Wydziału Wydawniczego ZG ZPP. Po zajęciu Lublina powrócił do kraju i w listopadzie 1944 podjął działalność w PPR. Jego głównym zadaniem było zorganizowanie Centralnej Szkoły PPR.
Jego ojciec i siostra Estera zginęli w Holokauście.

## Okres powojenny
Daniszewski był dyrektorem Centralnej Szkoły Partyjnej od chwili jej utworzenia do 1950. Od 15 grudnia 1948 był kierownikiem Wydziału Historii Partii KC PPR (później KC PZPR), a od 1957 do czerwca 1968 dyrektorem Zakładu Historii Partii przy KC PZPR. W czasie jego 20-letniego kierowania tą placówką przekształciła się ona z kilkuosobowej komórki badawczej o niewielkiej kolekcji druków socjalistycznych w rozbudowaną instytucję naukowo-badawczą, dysponującą rozległym archiwum i jedną z największych bibliotek specjalistycznych w zakresie polskiego i międzynarodowego ruchu robotniczego. Uczestniczył w I Zjeździe PPR. Od Kongresu Zjednoczeniowego PPR i PPS (15–21 grudnia 1948 w Warszawie) do V Zjazdu PZPR był członkiem KC PZPR. Jako delegat KC wziął udział w marcu 1951 w zjeździe KP Szwecji. Przez wszystkie te lata łączył działalność polityczną i organizatorską z pracą naukową. Był kierownikiem Katedry Historii Ruchu Robotniczego w Szkole Partyjnej przy KC PZPR i w Instytucie Nauk Społecznych, prowadził wykłady z historii polskiego i międzynarodowego ruchu robotniczego. 24 lutego 1956 nadano mu tytuł profesora nadzwyczajnego. W latach pięćdziesiątych związany z „frakcją” puławian. W 1959 został zastępcą przewodniczącego Komitetu Nauk Historycznych PAN. Był również członkiem Rad Naukowych Instytutu Historii Wyższej Szkoły Nauk Społecznych przy KC PZPR oraz Zakładu Historii Stosunków Polsko-Radzieckich PAN, członkiem Komisji Koordynacyjnej badań w zakresie historii najnowszej. Był członkiem zarządu Marksistowskiego Zrzeszenia Historyków. W sierpniu 1968 przeszedł na rentę dla zasłużonych.
Był mężem Marii z domu Klaczkin (1904–1987).
Zmarł w Warszawie, pochowany na cmentarzu Wojskowym na Powązkach (kwatera A31-4-2).

## Dorobek pisarski
Był autorem wielu artykułów i książek. W latach 1930–1936 ogłosił ok. 70 artykułów w polskiej, rosyjskiej i niemieckiej prasie komunistycznej. W okresie przedwojennym napisał kilka broszur, a także pod pseudonimem „T. Nulkowski” wydał w 1936 książkę „Proletariat polski w ogniu walk strajkowych”. Po wojnie opublikował 125 artykułów oraz 14 pozycji książkowych.

## Wybrane publikacje
- „Feliks Dzierżyński” (1948)
- „Historia ruchu robotniczego w Polsce” Rozdział II - Wielki Proletariat (1949)
- „1 maja. 60 lat święta międzynarodowej Solidarności” (1950)
- „KPP. Uchwały i rezolucje” (1953)
- „Zarys historii polskiego ruchu robotniczego” (1956)
- „Wybór pism i przemówień Adolfa Warskiego” (W. 1958)
- „Posłowie rewolucyjni w Sejmie w latach 1920–1935” (1961)
- współautor 2-tomowego podręcznika „Historia polskiego ruchu robotniczego 1864–1964” (1967)
- „Słownik biograficzny działaczy polskiego ruchu robotniczego”

## Ordery i odznaczenia
- Order Sztandaru Pracy I klasy
- Krzyż Komandorski z Gwiazdą Orderu Odrodzenia Polski (1964)[9]
- Odznaka honorowa „Za zasługi dla Gdańska” (1960)[10]